# Jan Sagvaag
Jan Martin Sagvaag (Bergen, 20 ottobre 1926 – Bergen, 7 marzo 2014) è stato un calciatore norvegese, di ruolo attaccante.

## Carriera

### Club
Sagvaag vestì la maglia dello Årstad.

### Nazionale
Giocò una partita per la Norvegia. Il 25 giugno 1952, infatti, fu in campo nella sconfitta per 4-1 contro la Jugoslavia.